# Lovro Mesec Košir
Lovro Mesec Košir (* 11. August 1999 in Kranj) ist ein slowenischer Sprinter, der sich auf den 400-Meter-Lauf spezialisiert hat.

## Sportliche Laufbahn
Erste internationale Erfahrungen sammelte Lovro Mesec Košir im Jahr 2016, als er bei den erstmals ausgetragenen Jugendeuropameisterschaften in Tiflis im 400-Meter-Hürdenlauf mit 56,80 s in der ersten Runde ausschied und mit der slowenischen Sprintstaffel (1000 Meter) im Finale nicht ins Ziel gelangte. Im Jahr darauf erreichte er bei den U20-Europameisterschaften in Grosseto über 400 Meter das Halbfinale und schied dort mit 48,51 s aus, während er mit der 4-mal-400-Meter-Staffel mit 3:16,90 min im Vorlauf scheiterte. 2018 schied er bei den U20-Weltmeisterschaften in Tampere mit 47,88 s in der Vorrunde aus und im Jahr darauf gelangte er bei den Europaspielen in Minsk mit der gemischten 4-mal-400-Meter-Staffel in 3:20,66 min auf Rang elf. Anschließend wurde er bei den U23-Europameisterschaften in Gävle in 47,32 s Achter und schied mit der Staffel mit 3:09,26 min im Vorlauf aus. 2021 startete er bei den Halleneuropameisterschaften in Toruń und schied dort mit 47,47 s in der Vorrunde aus. Ende Juni siegte er in 3:07,35 min mit der Staffel bei den Balkan-Meisterschaften in Smederevo und anschließend schied er bei den U23-Europameisterschaften in Tallinn mit 46,99 s im Halbfinale aus und wurde im Staffelbewerb nach 3:07,22 min Fünfter. Im Jahr darauf gewann er bei den Balkan-Hallenmeisterschaften in Istanbul in 3:10,47 min die Silbermedaille hinter Rumänien mit der Staffel und stellte damit einen neuen Landesrekord auf. Im Juni gelangte er bei den Balkan-Meisterschaften in Craiova in 47,04 s auf Rang zehn und gewann mit der Staffel in 3:08,96 min die Bronzemedaille hinter den Teams aus der Ukraine und der Türkei. Anschließend startete er mit der Staffel bei den Mittelmeerspielen in Oran und wurde dort in 3:05,12 min Vierter. Im August verpasste er bei den Europameisterschaften in München mit 3:03,68 min den Finaleinzug mit der Staffel.
2023 wurde er bei der 2. Liga der Team-Europameisterschaft im Rahmen der Europaspiele in Chorzów in 3:14,72 min Erster in der Mixed-Staffel über 4-mal 400 Meter. Anschließend belegte er bei den Balkan-Meisterschaften in Kraljevo in 46,68 s den sechsten Platz über 400 Meter und gewann mit der Männerstaffel in 3:07,32 min die Silbermedaille hinter dem ukrainischen Team. Im Jahr darauf belegte er bei den Balkan-Hallenmeisterschaften in Istanbul in 47,27 s den sechsten Platz über 400 Meter und 2025 wurde er bei den Balkan-Hallenmeisterschaften in Belgrad in 47,23 s Vierter im Einzelbewerb und gewann mit der Staffel in 3:11,38 min die Silbermedaille hinter dem türkischen Team. Ende Juni wurde er bei der 2. Liga der Team-Europameisterschaft in Maribor in 3:15,71 min Dritter im A-Lauf der Mixed-Staffel, ehe er bei den Balkan-Meisterschaften in Volos in 46,82 s Dritter im B-Lauf über 400 Meter wurde. Zudem gewann er dort mit der Männerstaffel in 3:07,01 min die Silbermedaille hinter dem ukrainischen Team.
In den Jahren 2018 und 2019 sowie 2022 und 2023 wurde Mesec Košir slowenischer Hallenmeister im über 400 Meter sowie von 2021 bis 2024 im 200-Meter-Lauf und 2022 und 2024 in der 4-mal-400-Meter-Staffel. 2022 wurde er slowenischer Meister im 400-Meter-Lauf sowie 2025 in der 4-mal-400-Meter-Staffel.

## Persönliche Bestleistungen
- 200 Meter: 21,06 s (+1,1 m/s), 17. September 2023 in Novo Mesto
  - 200 Meter (Halle): 21,22 s, 20. Februar 2022 in Novo Mesto
- 400 Meter: 46,43 s, 16. September 2023 in Novo Mesto
  - 400 Meter (Halle): 46,79 s, 17. Februar 2024 in Novo Mesto